# Arabienspecht
Der Arabienspecht (Dendrocoptes dorae; Syn. Dendrocopos dorae), früher als Araberspecht bezeichnet, ist eine Spechtart aus der Gattung der Buntspechte. Er kommt im Jemen und in Saudi-Arabien vor und ist die einzige Spechtart, die auf der Arabischen Halbinsel brütet.

## Merkmale
Der Arabienspecht erreicht eine Größe von 18 Zentimetern. Das Gefieder ist überwiegend olivbraun. Die Flügel sind schwarz mit weißen Binden. Am Hinterkopf des Männchens befindet sich ein roter Fleck. Der lange Schnabel ist grau. Beide Geschlechter weisen in der Bauchmitte einen roten Fleck auf. Die Stimme besteht aus einem kek-kek-kek-kek-kek-kek, das zuerst beschleunigt wird und dann abfällt. Zwischen den Paaren gibt es variable Töne, die sich wie pweek pit-pit-pit-pit-pit-pit-pit anhören.

## Vorkommen
Der Arabienspecht kommt in den Ausläufern des Roten Meers und in den westlichen Wällen des südwestlichen Arabiens vor. Das Verbreitungsgebiet erstreckt sich von 26° nördlicher Breite in Saudi-Arabien bis 13° nördlicher Breite im Jemen.

## Lebensraum
Der Arabienspecht bewohnt eine Vielzahl von Waldland-Typen. Hierzu zählen Feigen-, Dattelpalmen- und Pandanus-Haine in niedrigen Höhenlagen, subtropische immergrüne Auwälder, herkömmliche Kaffeeplantagen sowie gutentwickeltes von Sukkulenten dominiertes Buschland in mittleren Höhenlagen. Daneben ist er in Gehölzen, Hainen, in mit Akazien, Wacholder, Drachenbäumen und Olivenbäumen bestandenen Parklandschaften sowie in alten Obstplantagen in Höhenlagen bis 3000 m anzutreffen.

## Lebensweise
Die Nahrung des Arabienspechts besteht aus holzbohrenden Insekten, Ameisen und Blattläusen.

## Namensgebung
Der Arabienspecht wurde 1935 als Desertipicus dorae von George Latimer Bates und Norman Boyd Kinnear beschrieben. Das Artepitheton dorae bezieht sich auf Dora Philby, die Ehefrau des Forschers St. John Philby, der im Januar 1935 den Holotypus bei Ukadh auf der Strecke zwischen Ta'if und Mekka in Saudi-Arabien gesammelt hatte.